# Ligne de Mulhouse-Ville à Chalampé
La ligne de Mulhouse-Ville à Chalampé est une ligne de chemin de fer française du Haut-Rhin. Elle relie la gare de Mulhouse-Ville à la frontière franco-allemande.
Au-delà du Rhin, elle est prolongée par la courte ligne de Müllheim à Neuenbourg, gérée par le gestionnaire de l'infrastructure allemande DB Netz AG, qui rejoint à Müllheim la ligne de Mannheim à Bâle. Ces lignes sont électrifiées aux normes allemandes.
Elle constitue la ligne n° 124 000 du réseau ferré national.
Dans l'ancienne nomenclature de la région Est de la SNCF, elle était numérotée « ligne 32.7 » et désignée en tant que « Ligne Mulhouse-Ville - Neuenbourg (Bade) ».

## Histoire
La ligne de « Mulhouse au Rhin », d'une longueur de 17,5 km, est mise en service le 6 février 1878 par la Direction générale impériale des chemins de fer d'Alsace-Lorraine. De l'autre côté du Rhin, la ligne de Müllheim à Neuenbourg est ouverte à la même date.
L'accord franco-allemand du 13 avril 1925 concernant les gares frontières cesse d'être en vigueur à partir du 13 avril 1939 après avoir été dénoncé par le Reich. La SNCF envisage alors la construction d'une gare douanière à Chalampé. Le projet est abandonné à la suite de la déclaration de guerre entre la France et l'Allemagne.
Le pont sur le Rhin est détruit au cours de la Seconde Guerre mondiale. En février 1946, des éléments du pont de la ligne Colmar - Fribourg (détruit en 1945) sont transportés par péniches jusqu'à Chalampé pour reconstruire le pont en direction de Neuenbourg.
Depuis la destruction du pont sur le Rhin de la ligne Colmar - Fribourg en 1945, le franchissement ferroviaire du Rhin, entre Chalampé et Neuenbourg, est le seul entre Strasbourg et Bâle (exclues) et a donc une importance particulière pour la liaison de Fribourg-en-Brisgau à l'Alsace.

### Mise en sommeil
Le service voyageurs entre Mulhouse-Ville et Neuenbourg est supprimé le 31 mai 1980. Une desserte voyageurs entre Mulhouse-Ville et Chalampé reste assurée jusqu'au 28 septembre 1986. Après cette date la ligne est fermée au service voyageurs mais toujours ouverte au service marchandises.

### Réouverture
Après une période d'essai de trois semaines, le transport de passagers a repris le 27 août 2006. Cependant, la liaison de Müllheim à Mulhouse ne fonctionnait provisoirement que certains week-ends et lors d'occasions exceptionnelles. En 2006, les trains ont circulé 14 jours en été et durant la période des fêtes de fin d'année, durant lesquels étaient effectués six allers-retours avec un cadencement de 2 heures. Le seul arrêt desservi sur le trajet était Neuenburg am Rhein. Le service était assuré par le Zweckverband Regio-Nahverkehr Freiburg (ZRF) ainsi que par la SNCF, avec des autorails X 73900.
Le 11 février 2011, la commission permanente du conseil régional d'Alsace a décidé d’accorder à RFF une subvention de 4,5 M€ pour la réalisation des travaux d’adaptation de la ligne (côté français) pour les besoins spécifiques du TGV Rhin-Rhône. La réouverture de la ligne au trafic des voyageurs a eu lieu le 9 décembre 2012. Une seule gare est en service, celle de Bantzenheim. La commune de Chalampé n'est pas desservie, car le site de son ancienne gare se situe à proximité immédiate du site Seveso de la plateforme Weurope d'Alsachimie.

### Suspension du service voyageurs
Jusqu'en décembre 2018, un aller-retour quotidien assuré par un TGV assurant la liaison Paris - Fribourg empruntait cette ligne, sans être accessible avec la tarification régionale.
Entre le 21 août 2023 et le 1er janvier 2025, la liaison TER est exploitée par autocars. SNCF Voyageurs, qui exploite la ligne, évoque un manque de matériel roulant et de personnel aptes à circuler en Allemagne pour expliquer cette situation,.
La circulation est rétablie le 2 janvier 2025, avec des X73900.
En gare de Mulhouse-Ville, dans le cadre de la modernisation du nœud ferroviaire, un nouveau quai et une nouvelle voie, la voie 32, sont en construction pour permettre d'accueillir et de cadencer les trains vers Mulheim. L'offre devrait ainsi passer de 7 allers/retours par jour en semaine à 18 allers/retours. Les vieillissants X73900 devraient bientôt laisser la place à des Régiolis TFA, aptes à la circulation transfrontalière, en 2026.

## Infrastructure
Longue d'environ 17,5 km, c'est une ligne à voie unique et à écartement normal. Son profil est bon, les déclivités ne dépassent pas 5 ‰.
Elle a été électrifiée en 25 kV - 50 Hz (mise sous tension le 25 septembre 1981). Au-delà de la frontière, en Allemagne, elle est électrifiée en 15 kV - 16,66 Hz. Une section de séparation est implantée au niveau de la frontière sur le pont qui traverse le Rhin.

## Exploitation

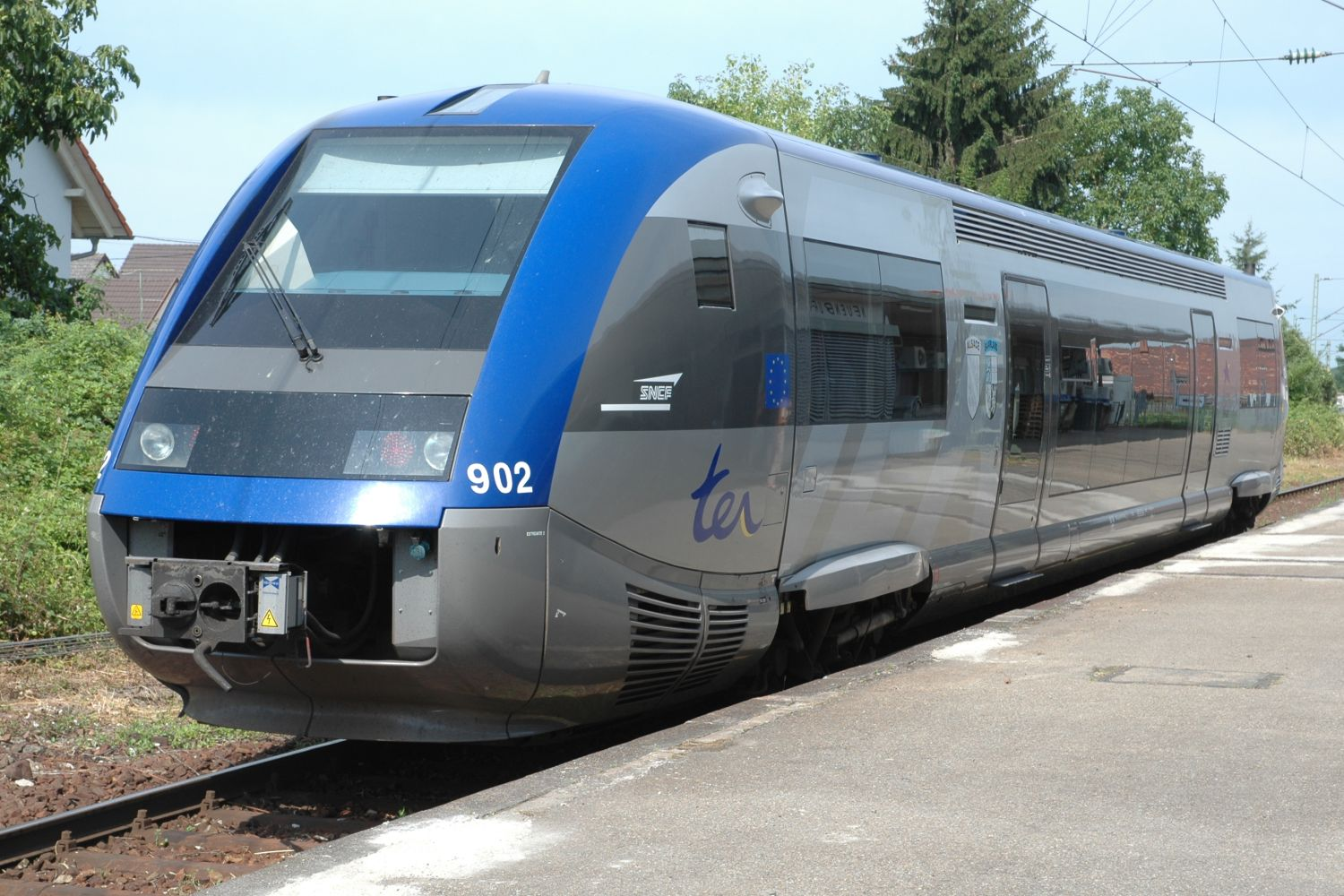
Un X 73900 en service entre Mulhouse et Neuenburg (Allemagne).

Du 21 août 2023 jusqu'au 1er janvier 2025, la ligne TER était exploitée par des cars, par manque de conducteurs aptes à la circulation transfrontalière, mais le service est rétabli avec des X73900 le 2 janvier 2025, à raison de 7 allers/retours par jour en semaine.
La ligne est parcourue par des TER assurant la liaison Mulhouse - Müllheim, avec une correspondance assurée à Müllheim avec les trains régionaux du Brisgau en direction de Fribourg, un aller-retour étant prolongé jusque Fribourg, d'abord quotidiennement, puis seulement le dimanche. La seule gare desservie côté français est Bantzenheim. Les trains utilisés sont des X 73900, ayant une capacité de 64 places assises. Ces trains devraient être secondés ou remplacés en 2026 par des Régiolis TFA.
Pour la partie française (de Mulhouse à Bantzenheim), la tarification du TER Alsace s'applique. Pour les trajets transfrontaliers, une tarification spécifique à la journée a été mise en place, appelée DuAL (pour Deutschland und Alsace).
Des trains de fret circulent également sur la ligne, notamment pour la desserte de l'usine PSA de Mulhouse et de la zone industrielle de Mulhouse-Rhin (plateforme Weurope d'Alsachimie, Borealis, site portuaire d’Ottmarsheim...).